# V. Lajos pfalzi választófejedelem
V. (Jámbor) Lajos (Heidelberg, 1478. július 2. – Heidelberg, 1544. március 16.) pfalzi választófejedelem 1508-tól haláláig.

## Élete
I. Fülöp választó fiaként született. Hosszú uralkodása alatt a reformáció következtében szétszakadt egyházak vitás kérdéseiben közvetítő szerepet igyekezett játszani, de ő maga továbbra is katolikus maradt. 1523-ban részt vett a Franz von Sickingen elleni háborúban, 1525-ben a német parasztháború leveretésében.
Lajos gyermektelenül halt el, utódja testvére II. Frigyes lett.

## Lásd még
- Pfalz uralkodóinak listája

| Előző uralkodó: I. Fülöp | Rajnai palotagróf 1508 – 1544 mint pfalzi választófejedelem | Következő uralkodó: II. Frigyes |

1. 1 2  Darryl Roger Lundy: The Peerage (angol nyelven). (Hozzáférés: 2017. október 9.)
2. 1 2 3 4  Deutsches Biographisches Archiv